# ダッジ・オムニ
オムニ（Omni ）はクライスラーの一部門である「ダッジ」にて販売していた自動車である。

## 概要
1972年に発生したオイルショックは、それまでのアメリカ自動車産業を一変させるほど多大な影響を与えた。2度の危機を経て、1970年代の終わりにはアメリカでもサブコンパクトカーの需要が高まりつつあった。しかし、競合各社が次々と小型車を発表してシェアを高めていく中、従来型自動車の販売に依存していたクライスラーは大きく出遅れた格好となっていた。
そのような背景のもと、オムニの開発は始まった。米国クライスラーとしては小型車開発のノウハウが薄かったため、オムニは当時のグループ会社であった欧州のシムカなどと協業して開発がスタートした。こうして完成したオムニはダッジ/プリムス初の前輪駆動車であり、同時に北米自動車メーカー初の横置き型エンジンの前輪駆動車となった。 

## メカニズム
ボディは当時世界的にヒットしていたフォルクスワーゲン・ゴルフの影響を強く受けたボックススタイルとなっており、またエンジンは当時クライスラー側に小排気量エンジンのノウハウが少なく、シムカやフォルクスワーゲン製のOEM供給を受けていたため、北米モデルでありながら全体的な乗り味は欧州車のものに近かった（ただしフォルクスワーゲン製エンジンは北米生産のゴルフ向けであり、味付けはドイツとは大きく異なっていた）。
なお、平行して開発されていたモデルにクライスラー・ホライズン、プリムス・ホライゾンがある。
プリムス・ホライゾンとはバッジが異なる程度の姉妹車であるが、クライスラー・ホライズンはシムカ主導で開発されたため、一見して同じように見える車体も内容が大きく異なっており、さほど互換性は高くない（足回りひとつとってもシムカ仕様ではダブルウィッシュボーンとトーションビームの組み合わせで、全く互換性が無かった）。

## 販売
オムニの販売は一定の成功を収め、当時破綻危機に陥っていたクライスラーへの政府の融資の判断材料として好材料となり、結果として同社の建て直しに貢献することとなった。
ボディタイプは当初は5ドアハッチバックのみであったが、1979年には派生モデルとして3ドアハッチバッククーペの「ダッジ・オムニ024」(オーツーフォー)が追加された。
その後、オムニは開発元のシムカがクライスラーグループから売却されていたことや、当時のグループ企業であった三菱自動車工業からミラージュなどのサブコンパクトカーを「コルト」としてOEM供給を受けていたこともあり、直接的な後継車を登場させることもなく1990年までの長きにわたって販売されていた。

## オムニGLH
キャロル・シェルビーがオムニをベースにさらにチューンを施したホットモデル。1984年から販売された。チューン内容は「シェルビー・チャージャー」に準じた物であったが、2.2L 直4ターボモデルが追加された。1tあまりの車重にあいまって、軽快なホットハッチの性格であった。
シェルビーはその後、本モデルの最終生産分500台を買取り、ベースからさらにチューンを施した「シェルビー・GLHS」を開発している。